# Getafe CF
Getafe Club de Futbol, Sociedad Anónima Deportiva (Getafe CF) är en spansk fotbollsklubb från Getafe utanför huvudstaden Madrid. 

## Historia
Klubben bildades för första gången den 24 februari 1946 och hette då Club Getafe Deportivo. Klubben bildades sedan som Peña Madridista Getafe den 1 september 1976, det vill säga som en fanclub till Real Madrid. Klubben började spela fotboll och till 1983 byttes namnet till Getafe Club de Fútbol.
Klubben kom till säsongen 2004/2005 att nå den högsta divisionen i spansk fotboll. Stadens läge samt lagets historia gör att många supportrar till Getafe C.F. har två favoritlag: förutom stadens eget lag även Real Madrid eller Atletico Madrid. I debutsäsongen i La Liga 2004/2005 slutade Getafe på 13:e plats. Bernd Schuster, som senare också tränade Real Madrid, ledde laget till final i spanska cupen 2007, som förlorades med 1–0 mot Sevilla FC.
Den 22 april 2011 kom uppgifter om att klubben ville byta namn till Getafe Team Dubai efter att investmentbolaget Royal Emirates Group köpt upp klubben för 800 miljoner kronor.

## Spelare

### Spelartrupp
Uppdaterad: 22 februari 2020
| Nr | Land      | Pos | Namn                                      |
| -- | --------- | --- | ----------------------------------------- |
| 1  | Argentina | MV  | Leandro Chichizola                        |
| 2  | Togo      | F   | Djené Dakonam                             |
| 3  | Portugal  | F   | Vitorino Antunes                          |
| 4  | Uruguay   | F   | Erick Cabaco                              |
| 5  | Nigeria   | MF  | Oghenekaro Etebo (på lån från Stoke City) |
| 6  | Spanien   | F   | Chema Rodríguez                           |
| 7  | Spanien   | A   | Jaime Mata                                |
| 8  | Spanien   | MF  | Francisco Portillo                        |
| 9  | Spanien   | A   | Ángel                                     |
| 11 | Senegal   | A   | Amath Ndiaye                              |
| 12 | Kamerun   | F   | Allan Nyom                                |
| 13 | Spanien   | MV  | David Soria                               |
| 14 | Brasilien | A   | Deyverson (på lån från Palmeiras)         |

| Nr | Land      | Pos | Namn                                   |
| -- | --------- | --- | -------------------------------------- |
| 15 | Spanien   | MF  | Marc Cucurella (på lån från Barcelona) |
| 16 | Spanien   | F   | Xabier Etxeita                         |
| 17 | Uruguay   | F   | Mathías Olivera                        |
| 18 | Uruguay   | MF  | Mauro Arambarri                        |
| 19 | Spanien   | A   | Jorge Molina (lagkapten)               |
| 20 | Serbien   | MF  | Nemanja Maksimović                     |
| 21 | Marocko   | MF  | Fayçal Fajr                            |
| 22 | Uruguay   | F   | Damián Suárez                          |
| 23 | Spanien   | MF  | Jason (på lån från Valencia)           |
| 24 | Spanien   | MF  | David Timor                            |
| 25 | Brasilien | MF  | Kenedy (på lån från Chelsea)           |
| 26 | Spanien   | A   | Hugo Duro                              |
| —  | Serbien   | MV  | Filip Manojlović                       |

### Utlånade spelare
| Nr | Land    | Pos | Namn                                          |
| -- | ------- | --- | --------------------------------------------- |
| —  | Spanien | MV  | Rubén Yáñez (i Huesca till 30 juni 2020)      |
| —  | Spanien | F   | Miguel Ángel (i Valladolid till 30 juni 2020) |
| —  | Spanien | F   | Raúl García (i Valladolid till 30 juni 2020)  |
| —  | Spanien | F   | Ignasi Miquel (i Girona till 30 juni 2020)    |
| —  | Spanien | MF  | Iván Alejo (i Cádiz till 30 juni 2020)        |

| Nr | Land              | Pos | Namn                                            |
| -- | ----------------- | --- | ----------------------------------------------- |
| —  | Spanien           | MF  | Álvaro Jiménez (i Albacete till 30 juni 2020)   |
| —  | Spanien           | MF  | José Lazo (i Almería till 30 juni 2020)         |
| —  | Kongo-Brazzaville | MF  | Merveil Ndockyt (i NK Osijek till 30 juni 2020) |
| —  | Spanien           | A   | Enric Gallego (i Osasuna till 30 juni 2020)     |
| —  | Skottland         | A   | Jack Harper (i Alcorcón till 30 juni 2020)      |